# نیک الیوری
نیک استیون الیوری (به انگلیسی: Nick Steven Oliveri) (زادهٔ ۲۱ اکتبر ۱۹۷۱) موسیقی‌دان راک اهل آمریکا است. الیوری که زادهٔ پالم دزرت کالیفرنیا است به سازهای مختلفی هم‌چون گیتار باس، گیتار الکتریک و آکوستیک تسلط دارد و در برخی پروژه‌ها هم به‌عنوان خواننده فعالیت می‌کند. پروژهٔ اصلی او گروه راک ماندو جنریتور است که از سال ۱۹۹۷ آن را رهبری می‌کند. الیوری بیشتر به‌عنوان باسیست پیشین کویینز آو د استون ایج شهرت دارد.

## درباره
الیوری فعالیت حرفه‌ای‌اش را در سال ۱۹۸۷ و به‌همراه جان گارسیا، برنت بیورک، کریس کاک‌رل و جاشوا هوم در گروهی با نام Katzenjammer آغاز کرد. در ماه‌های آغازین سال ۱۹۸۸ و زمانی که الیوری Katzenjammer را برای همکاری با گروه‌های دیگر ترک کرد، آن‌ها نام‌شان را به «سانز آو کایاس» و کمی بعدتر به «کایاس» تغییر دادند. مدتی پس از این تغییرات الیوری همکاری‌اش با کایاس را از سرگرفت و در آلبوم‌های ۱۹۹۱ و ۱۹۹۲ آن‌ها با نام بی‌وجدان و بلوز برای خورشید سرخ مشارکت کرد. او در اواخر سال ۱۹۹۲ و در پی کشته‌شدن پدرش در یک حادثهٔ تصادف رانندگی، دوباره گروه را ترک کرد. پس از آن برای مدت کوتاهی به گروه پانک د دیواروِس رفت. پس از فروپاشی کایاس و تأسیس کویینز آو د استون ایج توسط جاش هوم الیوری مجدداً همکاری‌اش با هوم را از سر گرفت و این فرصت را یافت تا در ۲ آلبوم موفق کویینز آو د استون ایج با نام‌های درجه‌بندی آر و ترانه‌هایی برای ناشنوا آن‌ها را همراهی کند.
الیوری به‌عنوان یک نوازندهٔ تَک، در آلبوم‌ها یا تورهای موسیقی گروه‌ها و هنرمندانی هم‌چون وینباگو دیل، مارک لَنِگان بَند، مَسترز آو ریَلیتی، توربونگرو، مایست‌بویز و دیکی مایست اند او. تی. سی. مشارکت داشته‌است. الیوری به‌خاطر این‌که معمولاً بدون پیراهن و با بالاتنهٔ عریان در اجراهای زنده ظاهر می‌شود، شهرت دارد. او یک بار هم در سال ۲۰۰۱ طی جشنوارهٔ موسیقی راک این ریو در کشور برزیل به خاطر لخت شدن روی صحنه، توسط پلیس ریو دوژانیرو بازداشت شد.
الیوری در حال حاضر در کنار فعالیت‌اش در ماندو جنریتور، یک گروه ۲ نفره هم با بلگ داهیلا-خوانندهٔ د آن‌کنترل‌ایبل- دارد.